# 神农架林区人民政府
31°44′50″N 110°40′16″E / 31.74725°N 110.67107°E
神农架林区人民政府（简称神农架林区政府），是中华人民共和国湖北省神农架林区的行政管理机关。

## 历史沿革
1970年5月28日，国务院批准成立神农架林区，建立神农架林区革命委员会。1980年底，撤销神农架林区革命委员会，成立神农架林区人民政府。1982年，林区实行体制改革（政府、企业分开），分别成立神农架林区人民政府和神农架林区管理局，均为正县级建制。

## 机构设置
根据2019年《神农架林区机构改革方案》，神农架林区人民政府设置26个工作部门：
（十堰市民族宗教事务委员会与中共十堰市委统一战线工作部合署办公，列入市政府工作部门序列，不计入市政府机构个数。）
政府工作部门
- 神农架林区人民政府办公室（神农架林区金融领导小组办公室）
- 神农架林区发展和改革委员会
- 神农架林区教育局
- 神农架林区科学技术局
- 神农架林区经济和信息化局
- 神农架林区民族宗教事务委员会
- 神农架林区公安局
- 神农架林区民政局
- 神农架林区司法局
- 神农架林区财政局（神农架林区国有资产监督管理委员会）
- 神农架林区人力资源和社会保障局
- 神农架林区自然资源和规划局
- 神农架林区生态环境局
- 神农架林区住房和城乡建设局
- 神农架林区交通运输局
- 神农架林区水利和湖泊局（神农架林区河湖长制办公室）
- 神农架林区农业农村局
- 神农架林区商务局（神农架林区招商局、神农架林区电子商务发展局）
- 神农架林区文化和旅游局（神农架林区广播电视局、神农架林区体育局）
- 神农架林区卫生健康委员会
- 神农架林区退役军人事务局
- 神农架林区应急管理局
- 神农架林区审计局
- 神农架林区市场监督管理局（神农架林区知识产权局）
- 神农架林区统计局
- 神农架林区医疗保障局
- 神农架林区人民政府扶贫开发办公室

## 历任区长
- 徐少杰（1980年12月－1984年4月）
- 尹作斌（1985年1月－1986年12月）
- 郑清胜（1987年10月－1991年5月）
- 彭勇（1997年4月－2000年6月）
- 谢继伦（2000年6月－2001年1月）
- 谭徽在（2003年8月－2003年11月）
- 钱远坤（2007年4月－2009年5月）
- 朱厚伦（2009年7月－2011年3月）
- 周森锋（2011年7月－2013年5月）
- 杜海洋（2013年7月－2015年5月）
- 李发平（2015年5月－2017年12月[3]）
- 刘启俊（2018年1月[4]－）